# 最後の一葉
「最後の一葉」（さいごのひとは、さいごのいちよう、原題：The Last Leaf）は、オー・ヘンリーの短編小説。「最後の木の葉」とも。日本でも小中学校の教科書にも採用されており、知名度が高い。

## あらすじ

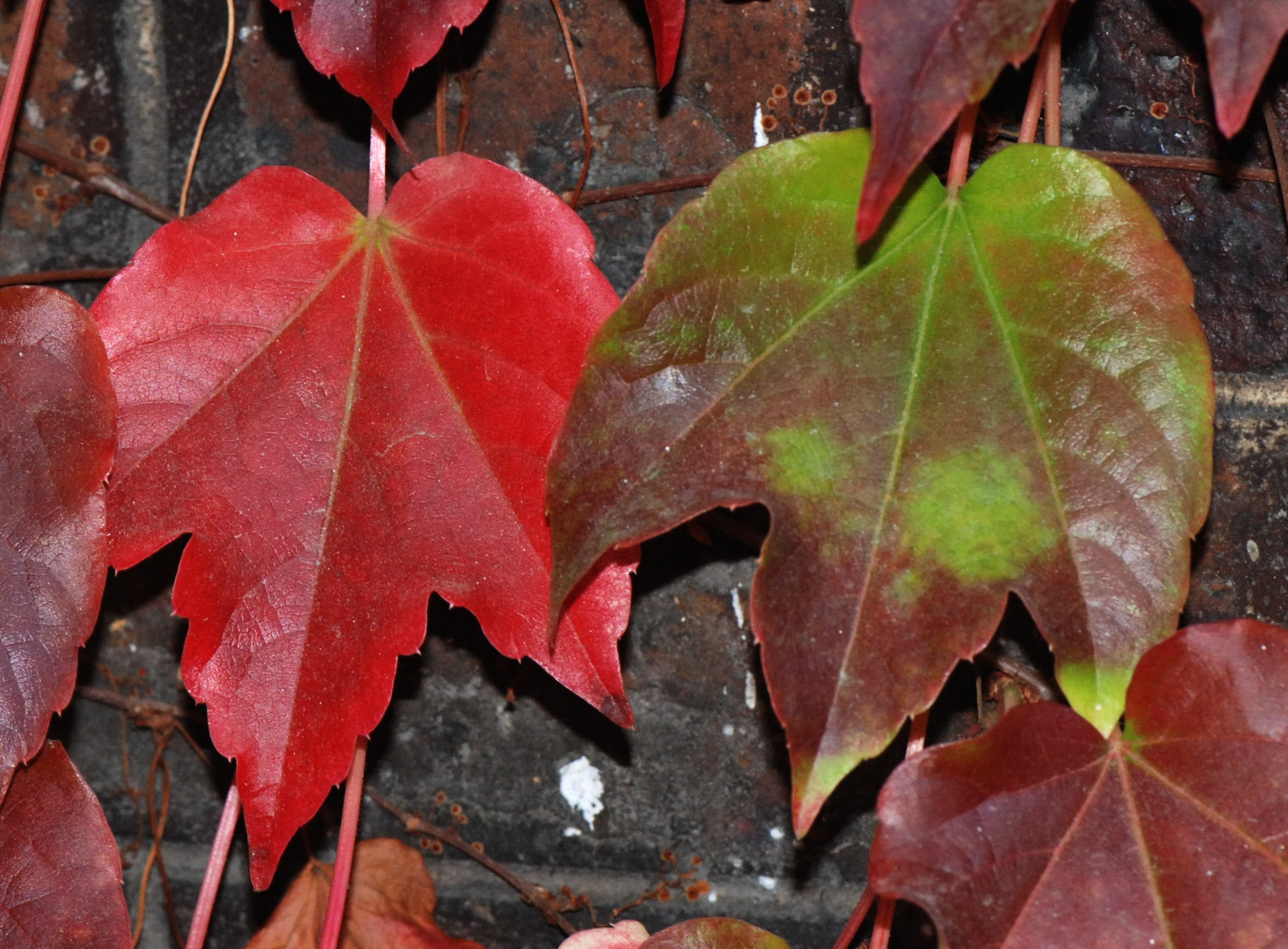
壁を這う蔦（つた）の葉

ワシントン・スクエアの西側にある、芸術家が集まる古びたアパートに暮らす画家のジョンジー（ジョアンナ・ジョアナとも)と同じく画家のスー。貧しいながら暖かい生活を送っていた中、ある日ジョンジーは重い肺炎を患ってしまう。スーは、医者から「ジョンジーは生きる気力を失っている。このままでは彼女が助かる可能性は十に一つ」と告げられる。心身ともに疲れ切り、人生に半ば投げやりになっていたジョンジーは、窓の外に見える煉瓦の壁を這う、枯れかけた蔦の葉を数え、「あの葉がすべて落ちたら、自分も死ぬ」とスーに言い出すようになる。
彼女たちの階下に住む老画家のベアマン(ベールマンとも)は、口ではいつか傑作を描いてみせると豪語しつつも久しく絵筆を握らず、酒を飲んでは他人を嘲笑う日々を過ごしていた。ジョンジーが「葉が落ちたら死ぬ」と思い込んでいることを伝え聞いたベアマンは「馬鹿げてる」と罵った。
その夜、一晩中激しい風雨が吹き荒れ、朝には蔦の葉は最後の一枚になっていた。その次の夜にも激しい風雨が吹きつけるが、しかし翌朝になっても最後の一枚となった葉が壁にとどまっているのを見て、ジョンジーは自分の思いを改め、生きる気力を取り戻す。
最後に残った葉はベアマンが嵐の中、煉瓦の壁に絵筆で精緻に描いたものだった。ジョンジーは奇跡的に全快を果たすが、冷たい風雨に打たれつつ夜を徹して壁に葉を描いたベアマンは、その2日後に肺炎で亡くなる。真相を悟ったスーは物語の締めくくりで、あの最後の一葉こそ、ベアマンがいつか描いてみせると言い続けていた傑作であったのだと評する。

## 登場人物
- ジョンジー（ジョアンナ・ジョアナとも）：画家。重い肺炎を患う。
- スー：画家。
- ベアマン(ベールマンとも）：ジョンジーとスーが住むアパートの一階に暮らす老画家。

## 解説
ある一面からは、この物語はベアマン老人の自己犠牲を描いた物語と解釈することができる。一方でこの物語は、芸術の世界にしがみつき、傑作をものにすべく高みを求め続けた老芸術家の生き様を、壁を這う老いた蔦に重ね合わせて描いた作品であると解釈される場合もある。
なおベアマンはドイツ出身らしく、彼の台詞には"Vass!"（独: was=英: what）、"mit"（英: with）などのドイツ訛りが転写されて登場する。